# Mali Izvor (Boljevac)
Pour les articles homonymes, voir Izvor.
Mali Izvor (en serbe cyrillique : Мали Извор) est un village de Serbie situé dans la municipalité de Boljevac, district de Zaječar. Au recensement de 2011, il comptait 451 habitants.

## Démographie

### Évolution historique de la population
| 1948  | 1953  | 1961  | 1971 | 1981 | 1991 | 2002 | 2011 |
| ----- | ----- | ----- | ---- | ---- | ---- | ---- | ---- |
| 1 150 | 1 129 | 1 071 | 928  | 830  | 690  | 565  | 451  |

|  |